# Bira Barat
Bira Barat is een bestuurslaag in het regentschap Sampang van de provincie Oost-Java, Indonesië. Bira Barat telt 6226 inwoners (volkstelling 2010).